# شهرك إلهية
شهرك إلهية هي قرية في مقاطعة ساوجبلاغ، إيران. يقدر عدد سكانها بـ 54 نسمة بحسب إحصاء 2016.